# Burlington (Maine)

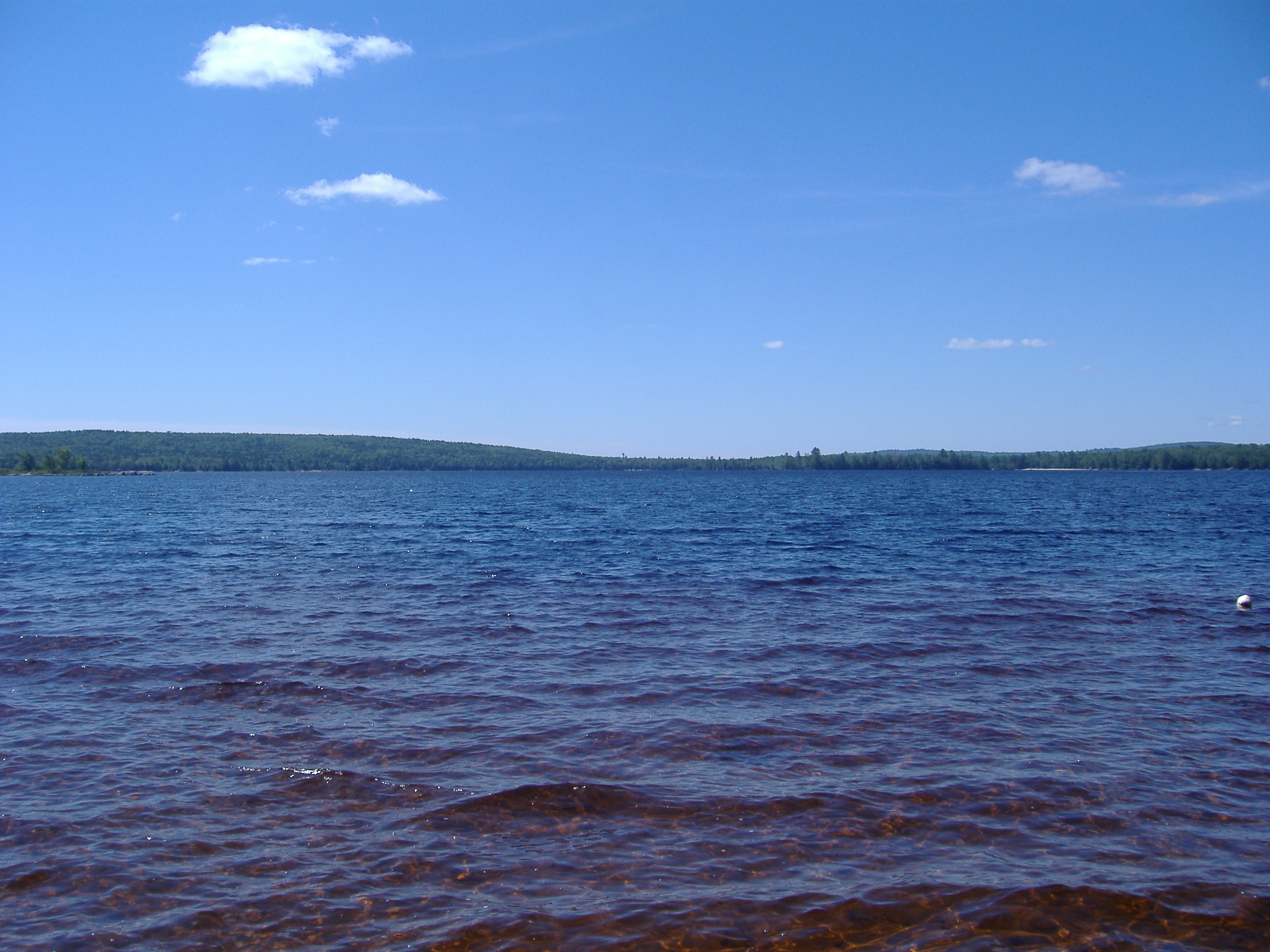
Un lac à Burlington

Pour les articles homonymes, voir Burlington.
La ville américaine de Burlington est située dans le comté de Penobscot, dans l’État du Maine. Sa population s’élevait à 363 habitants lors du recensement de 2010, estimée à 389 habitants en 2012.

## Histoire
Burlington a été incorporée le 8 mars 1832.

## Source
- (en) Cet article est partiellement ou en totalité issu de l’article de Wikipédia en anglais intitulé « Burlington, Maine » (voir la liste des auteurs).